# Isis Valverde
Isis Nable Valverde (Aiuruoca, 17 de fevereiro de 1987) é uma atriz brasileira. Seu primeiro trabalho na televisão foi no papel da misteriosa Ana do Véu, na novela Sinhá Moça, em 2006. Logo em seguida, fez uma participação de dez capítulos na novela Paraíso Tropical, onde interpretou a garota de programa Telminha. 
Em 2008, interpretou a divertida cabeleireira e manicure Rakelly, em Beleza Pura.  Seu primeiro papel de protagonista foi na refilmagem de Ti Ti Ti, onde interpretou a mocinha romântica Marcela.  Ganhou notoriedade em 2012, interpretando a cômica Suelen, de Avenida Brasil, Recebeu prêmios de melhor atriz coadjuvante pelo papel. Sua estreia nos cinemas foi em 2013, com a personagem Maria Lúcia, no longa Faroeste Caboclo, obra inspirada na canção de Renato Russo. 
Isis ficou associada à figura mística das sereias por seus papéis na minissérie O Canto da Sereia e na novela A Força do Querer.

## Biografia
Isis Nable Valverde nasceu na cidade de Aiuruoca, interior de Minas Gerais. Seus avós eram italianos.
Aos quinze anos mudou-se para a casa de tios em Belo Horizonte, onde fez o ensino médio e morou por três anos.
Com dezesseis anos começou a trabalhar como modelo, e fez campanhas publicitárias na capital mineira. Mudou-se para o Rio de Janeiro quando completou dezoito anos, onde começou a estudar artes cênicas e continuou trabalhando como modelo fotográfico.

## Carreira

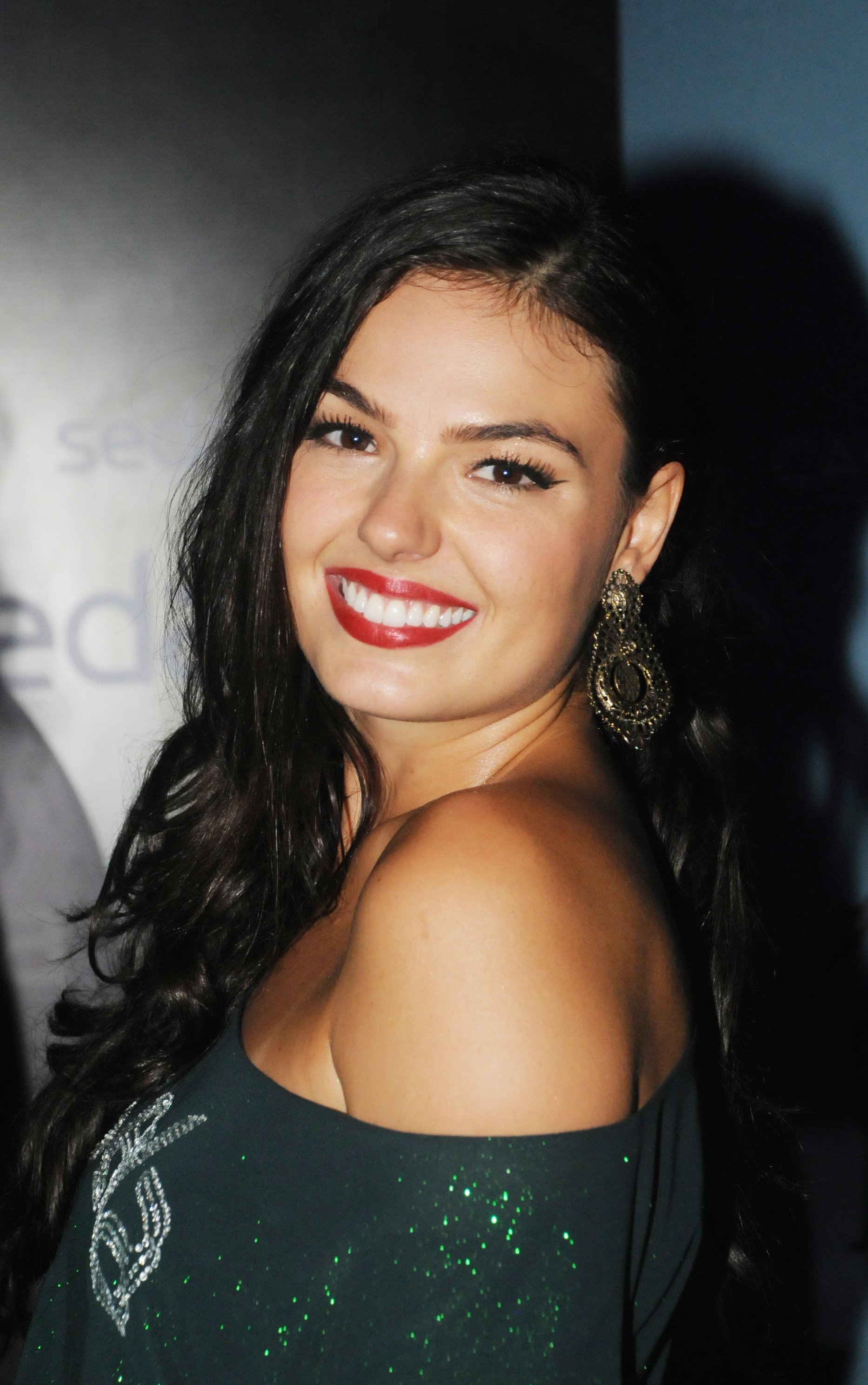
Isis Valverde em 2012, durante evento da marca Seda.

Estudando teatro, tentou início na TV em 2005, quando fez um teste para o papel Giovana na telenovela Belíssima, mas perdeu o papel para Paolla Oliveira. No ano seguinte, a atriz estreou na televisão como a misteriosa Ana do Véu do remake de Sinhá Moça. Na telenovela Paraíso Tropical, em 2007, ela fez uma participação especial como a garota de programa Telminha. No ano de 2008, a atriz teve seu primeiro destaque em Beleza Pura com a personagem Rakelly, uma cabeleireira e manicure que tinha o sonho de ser assistente de palco do Caldeirão do Huck. A personagem fez bastante sucesso, lhe rendendo prêmios, e se tornou um dos mais marcantes de sua carreira até então. Em 2009, integrou o elenco da novela Caminho das Índias como Camila, uma jovem que se apaixona pelo indiano Ravi (Caio Blat) e se muda para a Índia, mas percebe as dificuldades de se encaixar na cultura do país.
Em 2010 fez a sua primeira protagonista em um papel de destaque com a personagem Marcela na segunda versão de Ti Ti Ti, onde fez par romântico com os atores Caio Castro e Guilherme Winter. Ao longo da novela se tornou um dos triângulos amorosos de maior repercussão da trama, um dos motivos foi o excesso de química em cena com os dois atores. Com isso os casais tiveram torcida na internet e nas ruas, gerando um grande apelo popular e havendo a típica pergunta “com quem Marcela vai terminar na novela?”, esse mistério se fez presente até o último capítulo pela autora Maria Adelaide Amaral e sua equipe.
Estrelou o episódio A Culpada de BH, da série As Brasileiras em 2012 e no mesmo ano interpretou maria-chuteira Suelen na telenovela Avenida Brasil de João Emanuel Carneiro. O papel fez enorme sucesso entre a imprensa e o público e a atriz venceu diversas premiações por ele. No início de 2013, protagonizou a minissérie O Canto da Sereia, interpretando uma cantora de axé music. Ísis chegou a cantar algumas músicas para incorporar a personagem e se inspirou na cantora Ivete Sangalo.
Fez sua estreia nos cinemas no longa-metragem Faroeste Caboclo, baseado na música da banda Legião Urbana, em que interpreta a protagonista Maria Lúcia. O filme foi considerado uma das maiores bilheterias de 2013 e rendeu a Isis uma indicação ao Grande Prêmio do Cinema Brasileiro. Em janeiro de 2014, esteve na minissérie Amores Roubados onde interpretou Antônia, uma jovem burguesa que se envolve com um sedutor e protagoniza um triângulo com ele e sua própria mãe. O tamanho sucesso da trama fez com que Isis se tornasse a celebridade mais comentada na mídia brasileira em janeiro do mesmo ano. Também foi destaque no jornal britânico The Guardian em 2014. Nele, foi destacado o sucesso internacional da atriz com sua personagem Suelen na novela Avenida Brasil e titulou a mineira ao posto de atriz mais queridinha dos brasileiros. Em fevereiro de 2014, Isis é considerada uma das jovens brasileiras mais influentes de 2014, segundo a revista de negócios e economida Forbes. No ranking, a atriz esteve ao lado do jogador Neymar e da cantora Anitta.
Ainda em 2014, atua na novela Boogie Oogie, substituta de Meu Pedacinho de Chão no papel da hippie Sandra, vivendo um triângulo amoroso com os atores Marco Pigossi e Bianca Bin. Após Boogie Oogie, ficou 2 anos longe da TV para estudar fora do Brasil e fazer filmes. Retornou às novelas apenas em 2017, dando vida a Ritinha, na novela A Força do Querer, seu grande papel em sua carreira de atriz. Ela interpretou uma jovem do Pará, que forma um triângulo amoroso com os personagens dos atores Marco Pigossi e Fiuk. Para compor sua personagem, Isis fez aulas de apneia e aprendeu a dançar carimbó, um ritmo típico paraense. Ainda no ano de 2017, Isis lançou a comédia romântica Amor.com, obra protagonizada ao lado do ator Gil Coelho, e a fantasia Malasartes e o Duelo com a Morte, cujo projeto foi transformado num compacto de 3 capítulos e exibido pela Rede Globo como especial de fim de ano. Em 2019 retornou à TV como a enfermeira Betina em Amor de Mãe, escrita por Manuela Dias e dirigida por José Luiz Villamarim.
No dia 1º de agosto de 2022 em suas redes sociais, Isis anunciou o fim de seu contrato fixo com a TVGlobo após 17 anos na emissora. Em setembro do mesmo ano, a atriz anunciou que iria interpretar Ângela Diniz no filme biográfico sobre a socialite assassinada em 1976.

## Vida pessoal
Entre outubro de 2006 a março de 2007 namorou o ator Malvino Salvador e também namorou o ator Marcelo Faria, com quem contracenou na novela Beleza Pura, entre 2008 e 2009. Poucos meses depois começou a namorar o empresário Mário Bulhões, num relacionamento que durou 7 meses. Entre 2010 e 2011 namorou o empresário Luiz Felipe e depois de noivarem-se, terminaram o namoro.  Namorou também o produtor Tom Rezende, terminando em 2013.
Em 31 de janeiro de 2014, a atriz sofreu um acidente de carro, que bateu num barranco e capotou, fazendo com que a atriz fraturasse a coluna cervical. No carro, também estavam um amigo e uma prima de Ísis.
Em fevereiro de 2016, começou a namorar o modelo e empresário André Resende. O casal terminou brevemente em dezembro de 2017, mas reataram no mês seguinte. Em 2018, Isis anunciou que iria se casar com André e planejava a cerimônia para junho do mesmo ano. No dia 10 de junho de 2018, Isis e André casaram-se em uma cerimônia com a presença da família e amigos no Rio. Pouco tempo antes, em abril de 2018, a atriz anunciou estar grávida de seu primeiro filho. Dias depois, Isis utilizou sua conta no Instagram para anunciar que estava à espera de um menino. No dia 19 de novembro de 2018, Isis deu à luz ao seu primeiro filho, Rael, por volta das 19h30 em uma maternidade localizada na zonal sul do Rio de Janeiro. Após seis anos juntos, no dia 23 de fevereiro de 2022 Isis anunciou o fim de seu casamento com André.
Em 12 de janeiro de 2020, perdeu seu pai, Sebastião Rubens Valverde, após sofrer mal súbito ao andar de moto por uma trilha. Chegou a ser socorrido e encaminhado ao hospital em Baependi, mas já chegou morto. Tinha 65 anos de idade. Seu corpo foi velado na sede da APAE, em Baependi, e sepultado em Aiuruoca. Em 20 de março de 2020, perdeu sua avó paterna, Manuelina Valverde, de 95 anos.
Em junho de 2023 após muitos rumores, a atriz assumiu namoro com o empresário Marcus Buaiz, ex-marido da cantora Wanessa Camargo, com quem tem 2 filhos.  Em dezembro de 2024, eles se casaram no civil em uma cerimônia íntima. 
A festa de casamento de Isis e Buaiz está programada para acontecer no dia 3 de maio. 

## Filmografia

### Televisão
| Ano       | Título             | Papel                                               | Nota                        |
| --------- | ------------------ | --------------------------------------------------- | --------------------------- |
| 2006      | Sinhá Moça         | Ana Luísa Maria Teixeira (Ana do Véu)               |                             |
| 2007      | Paraíso Tropical   | Telma Linhares (Telminha)                           | Episódios: "9–20 de março"  |
| 2008      | Beleza Pura        | Rakelly dos Santos Saldanha                         |                             |
| 2009      | Caminho das Índias | Camila Motta Ananda                                 |                             |
| 2010–2011 | Ti Ti Ti           | Marcela de Andrade                                  |                             |
| 2012      | As Brasileiras     | Catarina                                            | Episódio: "A Culpada de BH" |
| 2012      | Avenida Brasil     | Suelen Viegas                                       |                             |
| 2013      | O Canto da Sereia  | Sereia Maria de Oliveira                            |                             |
| 2014      | Amores Roubados    | Antônia Braga Favais                                |                             |
| 2014–2015 | Boogie Oogie       | Sandra Miranda Romão / Sandra Azevedo Fraga         |                             |
| 2017      | A Força do Querer  | Rita Rosa Ferreira (Ritinha)                        |                             |
| 2019–2021 | Amor de Mãe        | Betina Torres da Nóbrega                            |                             |
| 2025      | Maria e o Cangaço  | Maria Gomes de Oliveira (Maria de Déa/Maria Bonita) |                             |

### Cinema
| Ano  | Título                           | Papel              | Nota           |
| ---- | -------------------------------- | ------------------ | -------------- |
| 2007 | Ré Bemol                         | Morena             | Curta-metragem |
| 2013 | Faroeste Caboclo                 | Maria Lúcia        |                |
| 2013 | Turbo                            | Brasa (voz)        | Dublagem       |
| 2017 | Amor.com                         | Katrina Soutto     |                |
| 2017 | Malasartes e o Duelo com a Morte | Áurea              |                |
| 2019 | Simonal                          | Tereza Pugliesi    |                |
| 2023 | Ângela                           | Ângela Diniz       |                |
| 2025 | Código Alarum                    | Bridgette Rousseau |                |
| 2025 | Corrida dos Bichos               | Nadine             |                |
| 2026 | Quarto do Pânico                 | [ 65 ]             |                |

### Videoclipes
| Ano  | Canção              | Artista         |
| ---- | ------------------- | --------------- |
| 2006 | "Lunático"          | Carbona         |
| 2015 | "Around The World"  | Rio Santana     |
| 2016 | "Essa Mina É Louca" | Anitta          |
| 2017 | "Sereia"            | Roberto Carlos  |
| 2017 | "Beautiful Lie"     | Banda Republica |
| 2019 | "Hoje Eu Decidi"    | Marcelo Falcão  |

### Internet
| Ano  | Título  | Papel       | Nota                       |
| ---- | ------- | ----------- | -------------------------- |
| 2022 | Novelei | Nina / Rita | Episódio: "Avenida Brasil" |

## Livro
| Ano  | Título            | Gênero |
| ---- | ----------------- | ------ |
| 2019 | "Camélias em Mim" | Poesia |

## Discografia

### Trilha sonora
| Ano  | Canção                | Álbum             |
| ---- | --------------------- | ----------------- |
| 2013 | "No Ouvido da Sereia" | O Canto da Sereia |
| 2013 | "Rainha do Mar"       | O Canto da Sereia |

## Prêmios e indicações
| Ano  | Prêmio                               | Categoria                                  | Nomeação                         | Resultado |
| ---- | ------------------------------------ | ------------------------------------------ | -------------------------------- | --------- |
| 2008 | Capricho Awards                      | Atriz Revelação                            | Beleza Pura                      | Venceu    |
| 2008 | Capricho Awards                      | Melhor Atriz Nacional                      | Beleza Pura                      | Venceu    |
| 2008 | Prêmio Extra de Televisão            | Melhor Atriz Coadjuvante                   | Beleza Pura                      | Venceu    |
| 2008 | Meus Prêmios Nick                    | Atriz Favorita                             | Beleza Pura                      | Venceu    |
| 2008 | Troféu ISTOÉ – Personalidades do Ano | Revelação                                  | Beleza Pura                      | Venceu    |
| 2008 | Melhores do Ano                      | Melhor Atriz Coadjuvante                   | Beleza Pura                      | Venceu    |
| 2009 | Prêmio Contigo! de TV                | Melhor Atriz Coadjuvante                   | Beleza Pura                      | Venceu    |
| 2009 | Troféu Imprensa                      | Revelação do Ano                           | Beleza Pura                      | Indicada  |
| 2009 | Troféu Internet                      | Revelação do Ano                           | Beleza Pura                      | Indicada  |
| 2010 | Capricho Awards                      | Melhor Atriz                               | Ti Ti Ti                         | Venceu    |
| 2010 | Melhores do Ano - O Planeta TV       | Melhor Par Romântico (com Caio Castro)     | Ti Ti Ti                         | Venceu    |
| 2010 | Melhores do Ano - MdeMulher          | Melhor Mocinha (como Marcela)              | Ti Ti Ti                         | Venceu    |
| 2010 | Melhores do Ano Minha Novela         | Melhor Casal (com Caio Castro)             | Ti Ti Ti                         | Venceu    |
| 2011 | Prêmio Contigo! de TV                | Melhor Atriz de Novela                     | Ti Ti Ti                         | Indicada  |
| 2011 | Meus Prêmios Nick                    | Gata do Ano                                | Ti Ti Ti                         | Indicada  |
| 2012 | Prêmio Men of the Year Brasil        | Mulher do Ano                              | Homenagem                        | Venceu    |
| 2012 | Prêmio Cariocas do Ano – Veja Rio    | Melhor Atriz                               | Avenida Brasil                   | Venceu    |
| 2012 | Prêmio Extra de Televisão            | Melhor Atriz Coadjuvante                   | Avenida Brasil                   | Venceu    |
| 2012 | Meus Prêmios Nick                    | Gata do Ano                                | Avenida Brasil                   | Venceu    |
| 2013 | Melhores do Ano                      | Melhor Atriz Coadjuvante                   | Avenida Brasil                   | Venceu    |
| 2013 | Prêmio Quem de Televisão             | Melhor Atriz Coadjuvante                   | Avenida Brasil                   | Indicada  |
| 2013 | Meus Prêmios Nick                    | Gata do Ano                                | O Canto da Sereia                | Indicada  |
| 2014 | Prêmio Contigo! de TV                | Melhor Atriz de Série/Minissérie           | O Canto da Sereia                | Indicada  |
| 2014 | Prêmio Contigo! de TV                | Melhor Atriz de Série/Minissérie           | Amores Roubados                  | Indicada  |
| 2014 | Melhores do Ano                      | Melhor Atriz de Série/Minissérie           | Amores Roubados                  | Indicada  |
| 2014 | Prêmio F5                            | Melhor Atriz de Série/Minissérie           | Amores Roubados                  | Indicada  |
| 2014 | Meus Prêmios Nick                    | Atriz Favorita                             | Amores Roubados                  | Indicada  |
| 2014 | Meus Prêmios Nick                    | Gata do Ano                                | Amores Roubados                  | Indicada  |
| 2014 | Prêmio Quem de Cinema                | Melhor Atriz                               | Faroeste Caboclo                 | Indicada  |
| 2014 | Grande Prêmio do Cinema Brasileiro   | Melhor Atriz                               | Faroeste Caboclo                 | Indicada  |
| 2014 | Prêmio Extra de Televisão            | Melhor Atriz                               | Boogie Oogie                     | Indicada  |
| 2015 | Troféu Internet                      | Melhor Atriz                               | Boogie Oogie                     | Indicada  |
| 2017 | Prêmio Jovem Brasileiro              | Melhor Atriz (júri técnico)                | A Força do Querer                | Venceu    |
| 2017 | Troféu ISTOÉ – Brasileiros do Ano    | Televisão                                  | A Força do Querer                | Venceu    |
| 2017 | Prêmio Contigo! Online               | Melhor Atriz de Novela                     | A Força do Querer                | Indicada  |
| 2017 | Capricho Awards                      | Artista Nacional (Televisão)               | A Força do Querer                | Indicada  |
| 2017 | Troféu UOL TV e Famosos              | Melhor Atriz                               | A Força do Querer                | Indicada  |
| 2017 | Melhores do Ano Minha Novela         | Melhor Atriz                               | A Força do Querer                | Indicada  |
| 2018 | Troféu Internet                      | Melhor Atriz                               | A Força do Querer                | Indicada  |
| 2018 | Festival SESC Melhores Filmes        | Melhor Atriz                               | Malasartes e o Duelo com a Morte | Indicada  |
| 2018 | Prêmio FIESP/SESI-SP de Cinema e TV  | Melhor Atriz de Série/Minissérie           | Malasartes e o Duelo com a Morte | Indicada  |
| 2018 | Festival de Gramado                  | Melhor Atriz                               | Simonal                          | Indicada  |
| 2019 | Brazilian Film Festival of Miami     | Melhor Atriz                               | Simonal                          | Indicada  |
| 2020 | Festival Sesc Melhores Filmes        | Melhor Atriz Nacional                      | Simonal                          | Indicada  |
| 2020 | Prêmio Contigo! de TV                | Melhor Atriz Coadjuvante de Novela/Série   | Amor de Mãe                      | Indicada  |
| 2020 | Prêmio Break Tudo                    | Melhor Atriz Brasileira                    | Amor de Mãe                      | Indicada  |
| 2021 | Meus Prêmios Nick                    | Artista de TV Feminino                     | Amor de Mãe                      | Indicada  |
| 2021 | Troféu Internet                      | Melhor Atriz de Novela                     | Amor de Mãe                      | Indicado  |
| 2021 | Prêmio iBest                         | Tiktoker do Ano (voto popular)             | Página da atriz no TikTok        | Venceu    |
| 2021 | Prêmio iBest                         | Tiktoker do Ano (voto academia)            | Página da atriz no TikTok        | Venceu    |
| 2022 | Prêmio iBest                         | Influenciador Minas Gerais (voto academia) | Isis Valverde                    | Venceu    |
| 2022 | Prêmio iBest                         | Influenciador Minas Gerais (voto popular)  | Isis Valverde                    | Top 3     |
| 2023 | Prêmio iBest                         | Influenciador Minas Gerais                 | Isis Valverde                    | Top 3     |
| 2023 | Los Angeles Brazilian Film Festival  | Melhor Atriz                               | Ângela                           | Indicada  |
| 2023 | Splash Awards                        | Melhor Atuação em Filme Nacional           | Ângela                           | Indicada  |
| 2024 | Festival Sesc Melhores Filmes        | Melhor Atriz Nacional                      | Ângela                           | Indicada  |
| 2025 | Prêmio iBest                         | Influenciador Minas Gerais                 | Isis Valverde                    | Pendente  |
| 2025 | SEC Awards                           | Melhor Atriz em Série Nacional             | Maria e o Cangaço                | Pendente  |